# Zhang Yangyang
Zhang Yangyang (張楊楊T, 张杨杨S, Zhāng YángyángP; Siping City, 20 febbraio 1989) è una canottiera cinese, vincitrice della medaglia d'oro nel 4 di coppia ai Giochi olimpici di Pechino 2008.

## Palmarès
- Olimpiadi

Pechino 2008: oro nel 4 di coppia.